# Mahaboob Alam
Mahaboob Alam, còn gọi là Mehaboob Alam (sinh 31 tháng 8 năm 1981) là 1 vận động viên cricket người Nepal. Anh là 1 left-handed batsman và left-arm medium pace bowler, anh thi đấu cho đội tuyển quốc gia từ năm 2000.